# Alice Leigh-Smith
Alice Leigh-Smith   (Croàcia, 11 de setembre de 1907 - 1987), nascuda Alice Prebil, fou una física nuclear anglesa d'origen croat. És coneguda sobretot per haver estat la primera dona de la història del Regne Unit a rebre un doctorat en física nuclear. També se la recorda pel seu treball pioner en investigació del càncer i pels seus intents de descobrir un element esquiu: l'àstat o element 85.

## Carrera
A l'edat de 25 anys, el 1932, Prebil va començar a treballar a l'Institut del radi de París, sota la tutela de Marie Curie. Tres anys més tard, el 1935, als 28 anys, es convertiria en la primera dona a Gran Bretanya que es doctorava en física nuclear. S'accepta que Leigh-Smith va defensar la seva tesi a Londres, tot i que actualment es desconeix en quina universitat se li va concedir el títol.
La doctora Alice Leigh-Smith també va participar en l'ús de substàncies radioactives com a tractament contra el càncer. Des de 1936, va realitzar investigacions sobre el càncer en el marc de la campanya contra el càncer de l'Imperi Britànic. Del 1938 al 1940, durant la Segona Guerra Mundial, Alice Leigh-Smith va estar a la Universitat de Berna a Suïssa, on va continuar la seva feina.El gener de 1943 es va publicar al London Times l'anticipació dels resultats del seu estudi sobre el tractament del càncer amb substàncies radioactives,tot i que avui no es pot trobar cap rastre dels resultats finals.
El 1942, Leigh-Smith i un químic suís, Walter Minder van anunciar conjuntament el descobriment de l'element 85 (ara anomenat àstat)el 1942.Van proposar el nom d' anglohelveci per al nou element, per tal d'honorar tots dos els seus països d'origen: "anglo" per l'Anglaterra de Leigh-Smith i "Helvècia" per la personificació del país de Minder, Suïssa.Aquest va ser el segon intent de Minder per descobrir l'element. Més tard es va demostrar que Walter Minder i Alice Leigh-Smith no havien descobert l'element 85, després que els seus resultats no fossin replicables.

## Vida personal
El 1933, als 26 anys, es va casar amb Philip Leigh-Smith, diplomàtic britànic i fill de l'explorador àrtic Benjamin Leigh-Smith. Es diu que la comèdia que va publicar, "Ladies in Diplomacy",es basa en les aventures de la seva dona, Alice.
Del seu marit Philip Leigh-Smith, Alice va tenir el seu únic fill, Christopher Leigh-Smith, que més tard es va convertir en empresari a Suïssa.

## Llegat
L'institut Curie posseeix actualment, per al Museu Curie, una part dels arxius personals d'Alice Leigh-Smith. Només són accessibles prèvia cita.